# Сонмох розставлений
Сонмох розставлений (Hypnum imponens) — вид мохів порядку гіпнобрієвих (Hypnales).

## Поширення
Ареал охоплює такі частини світу: Європа, Макаронезія, Північна Америка, Азія.
Населяє гнилі колоди, породи, ґрунт; на висотах від 0 до 2000 метрів.

## Характеристика
Рослини від середнього до великого, від золотистого до жовто-зеленого або коричневого кольору. Стебла 3–10 см, червонувато-коричневі, повзучі, регулярно перисті, іноді частково 2-перисті або неправильно розгалужені, гілки 0.3–1.2 см. Стеблові листки від тригранно-яйцюватих до видовжено-ланцетних, поступово звужені до верхівки, 1.8–2 × 0.6–0.8 мм; краї рівні або слабо загнуті до основи, зубчасті дистально або рідко майже цілі. Вид дводомний. Коробочкові ніжки червоно-бурі, 1–3 см. Коробочка прямовисна чи злегка нахилена, червоно-коричнева, циліндрична, 1.5–3 мм.